# 김형철 (스키 선수)
김형철(1962년 4월 9일~)은 대한민국의 알파인 스키 선수로, 1984년 동계 올림픽에 참가했다.